# Філейне в'язання
Філейне в'язання — це «сіткова» система в'язання. У техніці філейного в'язання можна виконати ажурні хустки, кофти, шалі, палантини. Якщо при в'язанні використовувати тонкі нитки, моделі будуть особливо елегантними. Основою філейної в'язання є сітка, виконана з стовпчиків і повітряних петель, одночасно, шляхом заповнення окремих клітин, стовпчиками вив'язується візерунок. Зазвичай філейні візерунки виконуються нитками одного кольору.
Найчастіше застосовується сітка, пов'язана стовпчиками з одним накидом, між стовпчиками - дві повітряні петлі. Іноді філейна сітка в'яжеться стовпчиками з двома накидами і трьома повітряними петлями між ними (використовується у великих виробах). Рідше виконується дрібна сітка, в якій стовпчики з накидом відокремлюються тільки однієї повітряної петлею.
Філейне в'язання повинно бути щільним: треба уникати витягнутих стовпчиків або розтягнутих повітряних петель. Щоб не було таких недоліків, можна вибрати гачок на пів розміру менший, ніж при інших видах в'язання з такої ж пряжі